# 오위히 밥
오위히 밥(Owyhee Bob)은 샴고양이와 맹크스를 혼합한 미국산 고양이 품종이다. 이 고양이의 가장 큰 특징은 색깔과 체격이며, 맹크스처럼 성숙이 느리다. 오위히 밥은 시암과 같이 중간에서 큰 사이즈의 컬러 포인트 품종이다. 몸길이는 중간 정도이고, 가슴은 넓고 단단하며 근육질이다. 머리 모양은 중간에서 큰 편이며, 광대뼈와 수염 패드가 전체적으로 나 있어 주둥이가 둥글게 보인다. 튼튼한 턱은 머리에 균형 잡힌 외모를 준다. 귀는 중간에서 큰 편이며, 아랫부분이 넓고 끝이 가늘어지며, 곧게 서 있다. 큰 타원형의 눈은 약간 비스듬하고 넓으며, 항상 푸른색을 띤다. 다리는 중간 길이이고 튼튼하고 근육이 잘 발달되어 있다. 발은 크고 둥글며, 다지질일 수 있다. 암컷은 8~12파운드, 수컷은 12~16파운드이며, 일부는 더 크다.
꼬리는 울퉁불퉁하고 뭉툭하다. 일부 사육자들은 합법적인 국가에서 긴 꼬리를 짧게 자르기도 한다. 그것들은 털 길이가 단모에서 장모까지 다양하나, 아예 없지는 않다. 그 털은 토끼처럼 부드럽고 풍성하며, 곱슬거리거나 물결치지 않아야 한다. 오위히 밥은 때때로 고양이보다 개와 더 비슷한 기질을 가지고 있다고 말해진다. 그들은 앉고, 눕고, 그리고 사냥하는 것을 배울 수 있다. 그들은 현재 몇몇 고양이 등록소에서만 인정받고 있으며, 주요 등록소에서는 인정받지 못하고 있다.

## 같이 보기
- 고양이 등록소
- 고양이 유전학
- 고양이의 품종 목록
- 오호스 아즐레스